# Donald Woods Winnicott
Donald Woods Winnicott (ur. 7 kwietnia 1896, zm. 28 stycznia 1971) – brytyjski psychoanalityk, z wykształcenia pediatra, całe swoje życie poświęcił badaniom klinicznym i psychoterapii niemowląt, małych dzieci i ich matek. Obecnie uznawany jest za jednego z najwybitniejszych prekursorów nowych prądów w psychoanalizie.
W roku 1914 rozpoczął studia licencjackie w Jesus College na Uniwersytecie Cambridge.
Praktykę lekarską i dydaktyczną w dziedzinie psychiatrii i psychoanalizy prowadził przed ponad czterdzieści lat. Był prezesem Brytyjskiego Towarzystwa Psychoanalitycznego.
Autor wielu artykułów publikowanych w prasie medycznej. Cykle odczytów poświęconych problematyce rozwoju dziecka oraz liczne pogadanki radiowe prowadzone w BBC stały się podstawą szeregu jego popularnych książek.
Twórca pojęć: obiekt przejściowy, wystarczająco dobra matka.

## Publikacje
- Through Paediatrics to psychoanalysis, 1958
- Playing and Reality, 1971
- Dzieci i ich matki, 1994 (Babies and their mothers, 1987)
- Dziecko, jego rodzina i świat, 1993 (The child, the family, and the outside world, 1992)
- Rozmawiając z rodzicami, 1993 (Talking to parents, 1993)